# 長浜文化
長浜文化（ちょうひんぶんか）は、現在までのところ台湾で発見された最古の文化である。台湾と中国大陸が陸塊でつながっていたころに出現し、漁労と採集で生活する社会を築いた。人口は多くなく、主に海辺の洞穴や岩陰に居住した。農耕や牧畜は知らず、陶器を作らなかった。ただし火を用いることはすでに知っており、打製石器を使用していた。その石器の製作方法は当時の中国東南部の先史文化によるものとよく似ていた。分布地点は台湾東部および恒春半島の海岸である。この文化は1968年に台湾大学考古隊によって台東県長浜郷八仙洞で発見され、考古学の通例どおり地名の長浜から名がとられた。
長浜文化の年代は、最古のもので今からおよそ5万年以上前のものと推定され、5000年あまり前になってようやく消失した。これは後期旧石器時代に相当する。